# Сьвентохово
Сьвентохово (пол. Świętochowo, нім. Sonnenstuhl) — село в Польщі, у гміні Бранево Браневського повіту Вармінсько-Мазурського воєводства.
Населення — 186 осіб (2011).
У 1975-1998 роках село належало до Ельблонзького воєводства.

## Демографія
Демографічна структура станом на 31 березня 2011 року:
|          | Загалом | Допрацездатний вік | Працездатний вік | Постпрацездатний вік |
| -------- | ------- | ------------------ | ---------------- | -------------------- |
| Чоловіки | 104     | 29                 | 65               | 10                   |
| Жінки    | 82      | 19                 | 47               | 16                   |
| Разом    | 186     | 48                 | 112              | 26                   |